# Nichifor Gregoras
Nichifor Gregoras, Nicephorus Gregoras, (greacă Νικηφόρος Γρηγοράς, circa 1295-1360) a fost un istoric bizantin, învățat, astronom și polemist.

## Biografia
Nichifor Gregoras s-a născut la Heraclea din Pont, în Paflagonia. Unchiul său, Ion Metropolitul Heraclei din Pont, l-a îndrumat spre studiile de filozofie greacă și teologie creștină. Nichifor Gregoras l-a admirat pe unchiul său și i-a dedicat o biografie. La vârsta de circa 20 de ani s-a mutat la Constantinopol, unde a studiat logica și retorica la Ion Glycus, Patriarh în anii 1315-1319. În această perioadă, Nichigor Gregoras a avut de asemeni relații apropiate cu influentul erudit Theodorus Metochites, care era confidentul împăratului Andronic al II-lea Paleologul (1260-1332) precum și administratorul imperiului. Nichifor Gregoras a refuzat propunerea lui Andronic al II-lea de deține funcția de Chartophylax (arhivar), invocând tinerețea și lipsa de competență, dar a acceptat să administreze o școală privată la Mănăstirea Chora.
A devenit un membru recunoscut al unui mic cerc de savanți și umaniști bizantini. Pentru a-și demonstra competențele în astronomie, a efectuat prezicerea eclipsei totale de Soare din 16 iulie 1330, al cărei calcul detaliat s-a păstrat precum și a cel puțin altor trei eclipse următoare. Din acești ani datează și numeroase alte texte (tratatul Despre construcția astrolabului, comentarii la Tratat despre vise de Synesios, numeroase hagiografii...). A susținut cursuri de filosofie și de astronomie într-un „mic local” (οἰκίσκος), situat în incinta mănăstirii Sfântul Mântuitor în Chora, pe care Teodor Metochites o reconstruise.
În 1326, cu sprijinul împăratului Andronic al II-lea, Gregoras a expus în fața unei adunări a savanților o Metodă pentru fixarea datei Paștilor (reforma calendarului, text inserat în Istoria sa, VIII, 13), care însă nu a avut nicio urmare din rațiuni politice și religioase. 250 de ani mai târziu, în 1582, aceeași reformă a calendarului a fost ordonată de papa Grigore al XIII-lea (Calendarul Gregorian).
După detronarea împăratului Andronic al II-lea în anul (1328) de către Andronic al III-lea Paleologul,(1297-1341), Nichifor Gregoras  a reușit să câștige favorurile acestuia. Andronic al III-lea l-a desemnat pe Nichifor Gregoras să conducă negocierile cu ambasadorii Papei Ioan al XXII-lea în problema unificării bisericilor. Aceste negocieri au eșuat în anul 1333.
Nichifor Gregoras a participat la disputa teologică pe tema Isihasm-ului. Această aprigă diatribă a fost susținută în contradictoriu de Varlaam Calabrezul (1290-1348) și Grigore Palamas (1296-1359). În principiu, Nichifor Gregoras s-a pronunțat împotriva ambilor oponenți. Tezele expuse de Grigore Palamas au fost acceptate de sinoadele din 1341, 1347 și 1351. După sinodul din 1351, Nichifor Gregoras a fost condamnat la izolare și închisoare. Odată cu victoria împăratului Ioan al V-lea Paleologul în 1354, Nichifor Gregoras a fost eliberat și se presupune că a decedat în anul 1360.

## Opera
Nichifor Gregoras a fost un demn reprezentant al umanismului bizantin, retorica fiind modul de exprimare iar cunoștiița enciclopedică fiind fundamentul esențial. Imensa operă a lui Nichifor Gregoras denotă versatilitatea intelectuală și studiozitatea excepțională a acestui predecesor bizantin al Renașterii din Italia. Nichifor Gregoras a scris despre istoria romană, teologie, filozofie, retorică, gramatică și astronomie.  Lucrarea sa majoră este Istoria romană, în 37 de cărți, care tratează perioada 1204-1359 din diverse perspective, inclusiv controversa teologică cu Palamas.

### Astronomie
Nichifor Gregoras, folosind Tabelele facile ale lui Theon din Alexandria și Almageste de Ptolemeu,, a fost printre primii astronomi după Antichitate, care a calculat și a prezis cu exactitate Eclipsa de Soare din 16 iulie 1330.

### Alte lucrări semnificative
- Istoria disputei cu Palamas, inclusă parțial în Istoria romană
- Biografii despre unchiul său matern Ion, Metropolitul Heraclei și martirul Codratus din Antiohia
- Orații funerare despre Theodorus Metochites, Andronicus al II-lea și Andronicus al III-lea
- Comentarii despre Odiseea, rătăcirile și erorile morale ale lui Ulise
- Comentarii la cartea despre vise a lui Synesius
- Tratat despre ortografie
- Phlorentius sau Despre înțelepciune, un dialog filosofic
- Tratat de astronomie, despre data Paștelui din anul 1330.
- Corespondență.

### Ediții
- L. Schopen și I. Bekker, Corpus senitorum hist. Byz, cu biografie și listă de opere alcătuită de J. Boivin (1829-1855);
- J. P. Migne, Patrologia Graeca (Paris, 1865), v.148-149;
- Karl Krumbacher, Geschichte der byzantinischen Litteratur (1897).
- R.Guilland (ed.), Correspondance de Nicephorus Gregoras, (Paris, Les Belles Letres,1927)
- J. Mogenet, A. Tihon, R. Royez, A. Berg, Nicéphore Grégoras - Calcul de l’éclipse de soleil du 16 Juillet 1330, Corpus des astronomes byzantins, I, Gleben, 1983 ISBN: 978-9070265342